# Flavor of Love

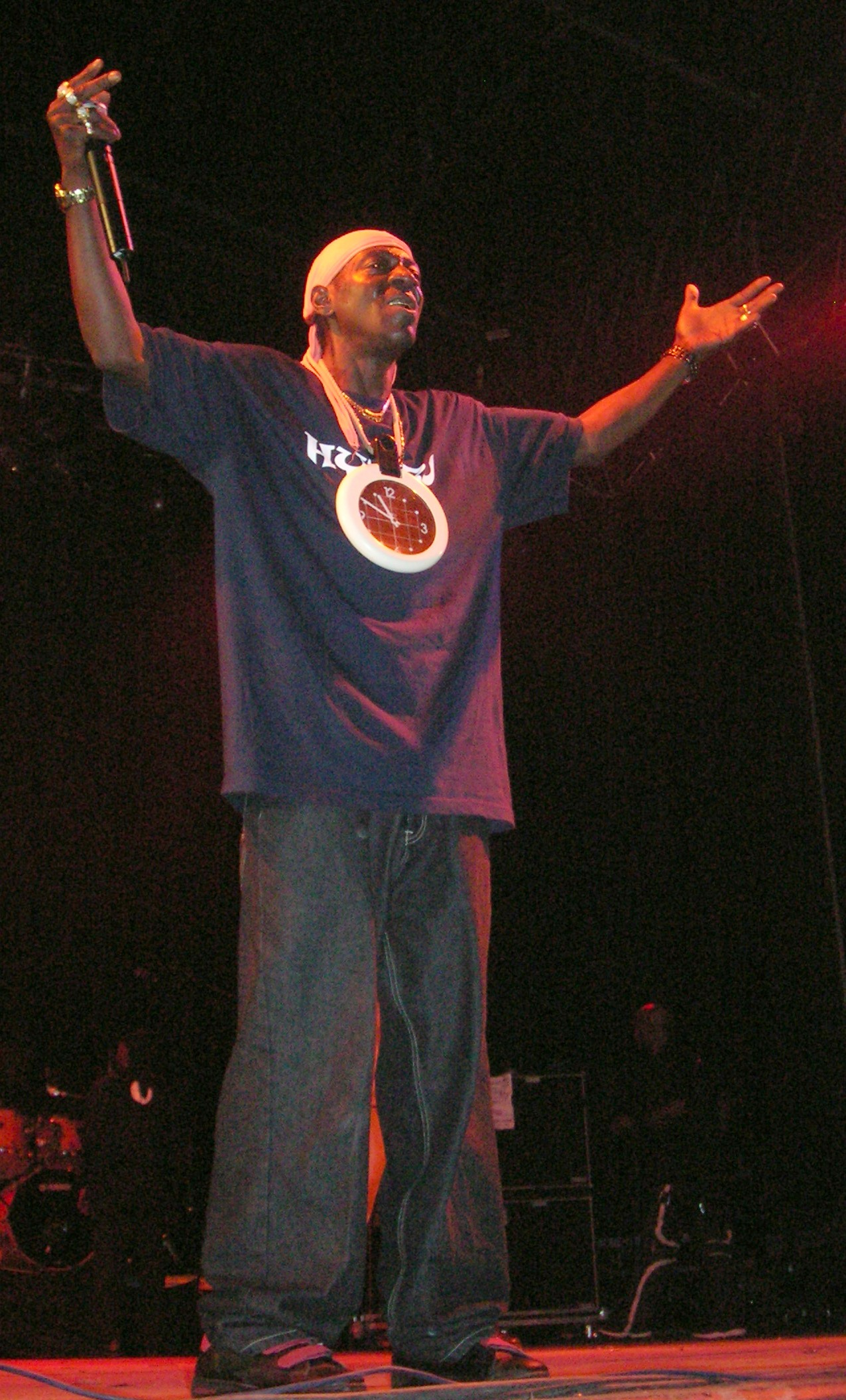
Flavor Flav

Flavor of Love är en amerikansk dokusåpa (2006-2007) med rapparen Flavor Flav som singelkillen som ska välja bland tolv kvinnor. Serien har gått i tre säsonger och även fått tre spin-off-serier bland annat med tvåan i första säsongen Tiffany "New York" Pollard i I Love New York (TV-serie) som har gått i två säsonger och även en tredje serie med tidigare deltagare som ska gå en vett- och etikettskola. Flavor of Love visas på TV400. 